# Мунгу
Му́нгу (монг. мөнгө?, ᠮᠥᠩᠭᠦ? — «серебро», «деньги», «монета») — монгольская разменная денежная единица, сотая часть тугрика. Впервые выпущена в феврале 1926 года. Существовали монеты номиналом в 1, 2, 5, 10, 15, 20 и 50 мунгу. Первоначально чеканились из меди (1, 2, 5 мунгу) и серебра (10, 15, 20, 50 мунгу), позднее в алюминиевой бронзе, медно-никелевом сплаве, алюминии. Алюминиевые монеты в 1, 2, 5 мунгу образца 1959 года имели отверстие.
В 1993 году были выпущены банкноты в 10, 20 и 50 мунгу.
Начиная с первого выпуска 1926 года и до 1991 года все монгольские разменные монеты чеканились на Ленинградском монетном дворе.

## Монеты

### Монеты 1925 года
| Изображение | Номинал  | Материал | Гурт     | Диаметр (мм) | Толщина (мм) | Масса (г) | Аверс  | Реверс  | Годы выпуска |
| ----------- | -------- | -------- | -------- | ------------ | ------------ | --------- | ------ | ------- | ------------ |
|             | 1 мунгу  | Медь     | рубчатый | 21           | 1.4          | 3.3       | Соёмбо | Номинал | 1925         |
|             | 2 мунгу  | Медь     | рубчатый | 24           | 1.9          | 6.5       | Соёмбо | Номинал | 1925         |
|             | 5 мунгу  | Медь     | рубчатый | 32           | 2.5          | 16.5      | Соёмбо | Номинал | 1925         |
|             | 10 мунгу | Серебро  | рубчатый | 17           | 1            | 1.8       | Соёмбо | Номинал | 1925         |
|             | 15 мунгу | Серебро  | рубчатый | 19           | 1            | 2.7       | Соёмбо | Номинал | 1925         |
|             | 20 мунгу | Серебро  | рубчатый | 22           | 1.2          | 3.6       | Соёмбо | Номинал | 1925         |
|             | 50 мунгу | Серебро  | рубчатый | 27           | 2.7          | 10        | Соёмбо | Номинал | 1925         |

### Монеты 1937 года
| Изображение | Номинал  | Материал              | Гурт     | Диаметр (мм) | Толщина (мм) | Масса (г) | Аверс  | Реверс  | Годы выпуска |
| ----------- | -------- | --------------------- | -------- | ------------ | ------------ | --------- | ------ | ------- | ------------ |
|             | 1 мунгу  | Алюминиевая бронза    | рубчатый | 18.3         | 1.2          | 2         | Соёмбо | Номинал | 1937         |
|             | 2 мунгу  | Алюминиевая бронза    | рубчатый | 22           | 1.5          | 9         | Соёмбо | Номинал | 1937         |
|             | 5 мунгу  | Алюминиевая бронза    | рубчатый | 28           | 2            | 9.5       | Соёмбо | Номинал | 1937         |
|             | 10 мунгу | Медно-никелевый сплав | рубчатый | 17           | 1.1          | 1.8       | Соёмбо | Номинал | 1937         |
|             | 15 мунгу | Медно-никелевый сплав | рубчатый | 19.5         | 1.2          | 2.7       | Соёмбо | Номинал | 1937         |
|             | 20 мунгу | Медно-никелевый сплав | рубчатый | 22.2         | 1.5          | 3.7       | Соёмбо | Номинал | 1937         |

### Монеты 1945 года
| Изображение | Номинал  | Материал              | Гурт     | Диаметр (мм) | Толщина (мм) | Масса (г) | Аверс | Реверс  | Годы выпуска |
| ----------- | -------- | --------------------- | -------- | ------------ | ------------ | --------- | --- | ------- | ------------ |
|             | 1 мунгу  | Алюминиевая бронза    | рубчатый | 18.2         | 1.3          | 2.1       | Герб МНР, надпись на монг. Бүгд Найрамдах Монгол Ард Улс (Монгольская Народная Республика) и год выпуска | Номинал | 1945         |
|             | 2 мунгу  | Алюминиевая бронза    | рубчатый | 22.4         | 1.5          | 3.9       | Герб МНР, надпись на монг. Бүгд Найрамдах Монгол Ард Улс (Монгольская Народная Республика) и год выпуска | Номинал | 1945         |
|             | 5 мунгу  | Алюминиевая бронза    | рубчатый | 28           | 2.4          | 10.3      | Герб МНР, надпись на монг. Бүгд Найрамдах Монгол Ард Улс (Монгольская Народная Республика) и год выпуска | Номинал | 1945         |
|             | 10 мунгу | Медно-никелевый сплав | рубчатый | 17           | 1.1          | 1.8       | Герб МНР, надпись на монг. Бүгд Найрамдах Монгол Ард Улс (Монгольская Народная Республика) и год выпуска | Номинал | 1945         |
|             | 15 мунгу | Медно-никелевый сплав | рубчатый | 19.7         | 1.2          | 2.6       | Герб МНР, надпись на монг. Бүгд Найрамдах Монгол Ард Улс (Монгольская Народная Республика) и год выпуска | Номинал | 1945         |
|             | 20 мунгу | Медно-никелевый сплав | рубчатый | 22.2         | 1.3          | 3.7       | Герб МНР, надпись на монг. Бүгд Найрамдах Монгол Ард Улс (Монгольская Народная Республика) и год выпуска | Номинал | 1945         |

### Монеты 1959 года
| Изображение | Номинал  | Материал | Гурт     | Диаметр (мм) | Толщина (мм) | Масса (г) | Аверс | Реверс  | Годы выпуска |
| ----------- | -------- | -------- | -------- | ------------ | ------------ | --------- | --- | ------- | ------------ |
|             | 1 мунгу  | Алюминий | гладкий  | 18           | 1.3          | 0.6       | Герб МНР, надпись на монг. Бүгд Найрамдах Монгол Ард Улс (Монгольская Народная Республика) и год выпуска | Номинал | 1959         |
|             | 2 мунгу  | Алюминий | гладкий  | 19           | 1.3          | 0.8       | Герб МНР, надпись на монг. Бүгд Найрамдах Монгол Ард Улс (Монгольская Народная Республика) и год выпуска | Номинал | 1959         |
|             | 5 мунгу  | Алюминий | гладкий  | 21           | 1.5          | 0.87      | Герб МНР, надпись на монг. Бүгд Найрамдах Монгол Ард Улс (Монгольская Народная Республика) и год выпуска | Номинал | 1959         |
|             | 10 мунгу | Алюминий | рубчатый | 17           | 1.25         | 0.5       | Герб МНР, надпись на монг. Бүгд Найрамдах Монгол Ард Улс (Монгольская Народная Республика) и год выпуска | Номинал | 1959         |
|             | 15 мунгу | Алюминий | рубчатый | 20           | 1.4          | 0.7       | Герб МНР, надпись на монг. Бүгд Найрамдах Монгол Ард Улс (Монгольская Народная Республика) и год выпуска | Номинал | 1959         |
|             | 20 мунгу | Алюминий | рубчатый | 22           | 1.6          | 1.1       | Герб МНР, надпись на монг. Бүгд Найрамдах Монгол Ард Улс (Монгольская Народная Республика) и год выпуска | Номинал | 1959         |

### Монеты 1970—1981 годов
| Изображение | Номинал  | Материал              | Гурт                    | Диаметр (мм) | Толщина (мм) | Масса (г) | Аверс | Реверс  | Годы выпуска           |
| ----------- | -------- | --------------------- | ----------------------- | ------------ | ------------ | --------- | --- | ------- | ---------------------- |
|             | 1 мунгу  | Алюминий              | гладкий                 | 17.5         | 1.3          | 0.75      | Герб МНР, надпись «БНМАУ» (МНР) и год выпуска                                                            | Номинал | 1970, 1977, 1980, 1981 |
|             | 2 мунгу  | Алюминий              | гладкий                 | 20           | 1.6          | 1.05      | Герб МНР, надпись «БНМАУ» (МНР) и год выпуска                                                            | Номинал | 1970, 1977, 1980, 1981 |
|             | 5 мунгу  | Алюминий              | гладкий                 | 23           | 1.8          | 1.7       | Герб МНР, надпись «БНМАУ» (МНР) и год выпуска                                                            | Номинал | 1970, 1977, 1980, 1981 |
|             | 10 мунгу | Медно-никелевый сплав | рубчатый                | 18.5         | 1.2          | 2.3       | Герб МНР, надпись на монг. Бүгд Найрамдах Монгол Ард Улс (Монгольская Народная Республика) и год выпуска | Номинал | 1970, 1977, 1980, 1981 |
|             | 15 мунгу | Медно-никелевый сплав | рубчатый                | 22           | 1.5          | 4.05      | Герб МНР, надпись на монг. Бүгд Найрамдах Монгол Ард Улс (Монгольская Народная Республика) и год выпуска | Номинал | 1970, 1977, 1980, 1981 |
|             | 20 мунгу | Медно-никелевый сплав | рубчатый                | 25           | 1.8          | 5.9       | Герб МНР, надпись на монг. Бүгд Найрамдах Монгол Ард Улс (Монгольская Народная Республика) и год выпуска | Номинал | 1970, 1977, 1980, 1981 |
|             | 50 мунгу | Медно-никелевый сплав | Надпись * ТАВИН МӨНГӨ * | 27.5         | 2.01         | 8.6       | Герб МНР, надпись на монг. Бүгд Найрамдах Монгол Ард Улс (Монгольская Народная Республика) и год выпуска | Номинал | 1970, 1977, 1980, 1981 |

## Банкноты
| Изображение     | Изображение       | Номинал  | Размеры (мм) | Основные цвета    | Описание                 | Описание          | Описание     | Годы выпуска | Вывод из обращения |
| Лицевая сторона | Оборотная сторона | Номинал  | Размеры (мм) | Основные цвета    | Лицевая сторона          | Оборотная сторона | Водяной знак | Годы выпуска | Вывод из обращения |
| --------------- | ----------------- | -------- | ------------ | ----------------- | ------------------------ | ----------------- | ------------ | ------------ | ------------------ |
|                 |                   | 10 мунгу | 45×90        | розовый красный   | соёмбо, стрельба из лука | стрельба из лука  | отсутствуют  | 1993         | 26 марта 2014      |
|                 |                   | 20 мунгу | 45×90        | жёлтый коричневый | соёмбо, борьба           | борьба            | отсутствуют  | 1993         | 26 марта 2014      |
|                 |                   | 50 мунгу | 45×90        | зелёный голубой   | соёмбо, верховая езда    | верховая езда     | отсутствуют  | 1993         | 26 марта 2014      |